# الشراشمة (نكا)
الشراشمة هي إحدى مشيخات المملكة المغربية، تتبع جغرافيا لإقليم آسفي وإداريًا لنكا. يقدر عدد سكانها بـ 2497 نسمة حسب الإحصاء الرسمي للسكان والسكنى لسنة 2004.